# Almoez Ali
Almoez Ali Zainelabdeen Mohamed Abdulla, noto semplicemente come Almoez Ali (in arabo المعز علي زين العابدين عبد الله‎?; Khartum, 19 agosto 1996) è un calciatore sudanese naturalizzato qatariota, attaccante dell'Al-Duhail e della nazionale qatariota, con cui si è laureato campione d'Asia nel 2019 e nel 2023.

## Caratteristiche tecniche
È un attaccante di piede destro che sa ricoprire vari ruoli, in particolare quello di punta centrale, prestandosi però anche come ala destra e ala sinistra. Bravo nei calci di rigore, è un buon passatore, inoltre è un calciatore molto preparato atleticamente. Sa calciare la palla con potenza, inoltre è abile nel tiro di prima intenzione, sapendolo eseguire con entrambi i piedi.

## Carriera

### Club

#### Lask Linz e Leonesa

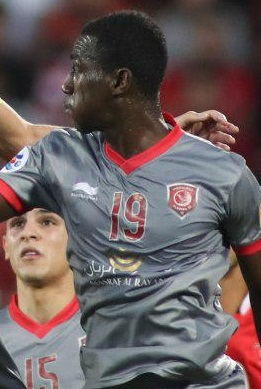
Almoez Ali in azione con la maglia dell'Al-Duhail nel 2018.

Cresciuto nelle giovanili del Lekhwiya, passa nel vivaio dell'Eupen nel 2015.
Nel luglio 2015 è integrato nella rosa della prima squadra del LASK Linz, in Austria. Durante la partita contro l'Austria Salzburg ottiene un fallo permettendo alla propria squadra di guadagnare un rigore che viene segnato dal compagno Nikola Dovedan vincendo per 2-0, segna l'unico gol con la squadra il 27 novembre 2015 contro il Floridsdorfer vincendo per 4-0. Nel gennaio 2016 si trasferisce al Leonesa. Il 13 aprile 2016 segna il primo gol con gli spagnoli nella partita vinta per 1-0 contro l'Arandina.

#### Al-Duhail
Nel 2016 inizia a giocare per l'Al-Duhail, nuova denominazione del Lekhwiya. Vince il campionato, l'edizione 2016-2017, il primo gol lo segna nella partita di apertura sconfiggendo per 4-0 l'Al-Mu'aidar, segna una rete battendo per 2-1 sia l'Al-Ahli Doha che l'Al-Sailiya, un altro gol lo segna sconfiggendo per 3-0 l'Al-Gharafa, segna la rete del 5-1 battendo l'Al-Jaish, inoltre è autore di una doppietta vincendo contro l'Al-Shahaniya per 10-0. Vince l'edizione 2017-2018, segna una rete sconfiggendo per 3-2 il Qatar SC, un'altra rete la segna battendo per 2-0 l'Al-Duhail, riesce a segna un gol anche nella schiacciante vittoria per 8-2 contro l'Al-Kharitiyath, è autore di una rete vincendo per 4-2 ai danni dell'Al-Sadd e un'altra battendo per 5-2 l'Al-Sailiya, inoltre segna una doppietta sconfiggendo per 5-1 l'Al-Gharafa. Conquista pura la vittoria dell'edizione 2019-2020, segna la rete del 2-1 battendo il Qatar SC, con un rigore è autore del gol del 4-2 sconfiggendo l'Al-Wakrah e, sempre per merito di un calcio di rigore, sigla il gol del 3-0 battendo l'Al-Ahli Doha, segna inoltre la rete del 4-1 vincendo contro l'Al-Sadd, realizza inoltre una doppietta nella vittoria per 3-1 contro l'Al-Arabi.
Nella stagione 2020-21 partecipa al Mondiale per Club segnando il gol del 3-1 ai danni dei sud-coreani dell'Hulsan Hyundai nel play-off per il quinto posto.

### Nazionale
Nel 2014 vince il campionato asiatico Under-19 con la nazionale qatariota segnando tre reti, la prima vincendo per 3-1 contro la Corea del Nord, poi è autore del gol del 4-2 vincendo contro la Cina e in semifinale apre le marcature battendo per 3-2 la Birmania. Nel 2018 è capocannoniere del campionato AFC Under-23 con 6 gol, grazie alla sua rete il Qatar sconfigge per 1-0 l'Uzbekistan, segna una doppietta prima battendo per 2-1 la Cina e poi vincendo contro la Palestina per 3-2, contribuendo al terzo posto finale dei suoi.
Esordisce con la nazionale maggiore qatariota il 21 dicembre 2013 contro il Bahrein, ma la partita non è riconosciuta dalla FIFA. Debutta ufficialmente l'8 agosto 2016 nella partita amichevole vinta per 2-1 contro l'Iraq. La sua prima rete con la nazionale la segna perdendo un'amichevole per 2-1 il 14 dicembre 2017 contro il Liechtenstein, invece il 12 ottobre 2018, in un'altra amichevole, segna la sua prima doppietta con la squadra del Qatar battendo per 4-3 l'Ecuador.
Convocato per la fase finale della Coppa d'Asia 2019 negli Emirati Arabi Uniti, va in gol contro il Libano e poi realizza 4 gol in 51 minuti di gioco nella partita successiva contro la Corea del Nord, battendo il primato del bahreinita Ismail Abdullatif (autore di 4 gol in 61 minuti). Insieme ad Abdullatif, al giordano Hamza Al-Dardour e all'iraniano Ali Daei, è nel novero dei calciatori autori di 4 gol in una singola partita della fase finale della Coppa d'Asia. Il 1º febbraio 2019, aprendo le marcature nella finale vinta per 3-1 contro il Giappone, diviene il primatista di gol in una singola fase finale della Coppa d'Asia con 9 gol, staccando Ali Daei, autore di 8 gol nell'edizione 1996. Si laurea capocannoniere della manifestazione ed è eletto miglior giocatore del torneo.
Si riconferma campione d'Asia nell'edizione successica, nel 2024: segna un gol battendo per 3-0 il Libano, inoltre grazie a un assist di Ali il suo compagno Akram Afif realizza il gol del 1-0 con cui il Qatar sconfigge la Thailandia, nei quarti di finale contro l'Uzbekistan la partita si conclude per 1-1, e ai rigori Ali sbaglia a calciare dal dischetto, tuttavia questo non pregiudica la vittoria del Qatar che si impone per 3-2, nella semifinale Ali segna la rete del 3-2 sconfiggendo l'Iran.

## Statistiche

### Presenze e reti nei club
Statistiche aggiornate al 6 giugno 2023.
| Stagione         | Squadra          | Campionato       | Campionato | Campionato | Coppe nazionali | Coppe nazionali | Coppe nazionali | Coppe continentali | Coppe continentali | Coppe continentali | Altre coppe | Altre coppe | Altre coppe | Totale | Totale |
| Stagione         | Squadra          | Comp             | Pres       | Reti       | Comp            | Pres            | Reti            | Comp               | Pres               | Reti               | Comp        | Pres        | Reti        | Pres   | Reti   |
| ---------------- | ---------------- | ---------------- | ---------- | ---------- | --------------- | --------------- | --------------- | ------------------ | ------------------ | ------------------ | ----------- | ----------- | ----------- | ------ | ------ |
| 2015-gen. 2016   | LASK             | EL               | 7          | 1          | CA              | 2               | 0               | -                  | -                  | -                  | -           | -           | -           | 9      | 1      |
| gen. 2016        | LASK Juniors     | 4D               | 4          | 5          | -               | -               | -               | -                  | -                  | -                  | -           | -           | -           | 4      | 5      |
| gen.-giu. 2016   | Leonesa          | SDB              | 10         | 1          | -               | -               | -               | -                  | -                  | -                  | -           | -           | -           | 10     | 1      |
| 2016-2017        | Al-Duhail        | QSL              | 25         | 8          | -               | -               | -               | ACL                | 7                  | 1                  | SQ          | 1           | 1           | 33     | 10     |
| 2017-2018        | Al-Duhail        | QSL              | 16         | 7          | -               | -               | -               | ACL                | 10                 | 2                  | SQ          | 1           | 0           | 27     | 9      |
| 2018-2019        | Al-Duhail        | QSL              | 18         | 3          | -               | -               | -               | ACL                | 5                  | 1                  | SQ          | 0           | 0           | 23     | 4      |
| 2019-2020        | Al-Duhail        | QSL              | 19         | 7          | -               | -               | -               | ACL                | 6                  | 3                  | -           | -           | -           | 25     | 10     |
| 2020-2021        | Al-Duhail        | QSL              | 20         | 6          | EQC             | 3               | 0               | ACL                | 6                  | 0                  | CQ+Cmc      | 2+2         | 0+1         | 33     | 7      |
| 2021-2022        | Al-Duhail        | QSL              | 17         | 7          | EQC             | 3               | 2               | ACL                | 5                  | 2                  | -           | -           | -           | 25     | 11     |
| 2022-2023        | Al-Duhail        | QSL              | 14         | 4          | EQC             | 5               | 3               | ACL                | 5                  | 2                  | -           | -           | -           | 24     | 9      |
| 2023-2024        | Al-Duhail        | QSL              | 12         | 4          | QSC+EQC         | 0+0             | 0+0             | ACL                | 6                  | 1                  | -           | -           | -           | 18     | 5      |
| Totale Al-Duhail | Totale Al-Duhail | Totale Al-Duhail | 141        | 46         |                 | 11              | 5               |                    | 50                 | 12                 |             | 6           | 2           | 208    | 65     |
| Totale Carriera  | Totale Carriera  | Totale Carriera  | 162        | 53         |                 | 13              | 5               |                    | 50                 | 12                 |             | 6           | 2           | 231    | 72     |

### Cronologia presenze e reti in nazionale
| Cronologia completa delle presenze e delle reti in nazionale ― Qatar | Cronologia completa delle presenze e delle reti in nazionale ― Qatar | Cronologia completa delle presenze e delle reti in nazionale ― Qatar | Cronologia completa delle presenze e delle reti in nazionale ― Qatar | Cronologia completa delle presenze e delle reti in nazionale ― Qatar | Cronologia completa delle presenze e delle reti in nazionale ― Qatar | Cronologia completa delle presenze e delle reti in nazionale ― Qatar | Cronologia completa delle presenze e delle reti in nazionale ― Qatar |
| Data                                                                 | Città                                                                | In casa                                                              | Risultato                                                            | Ospiti                                                               | Competizione                                                         | Reti                                                                 | Note                                                                 |
| -------------------------------------------------------------------- | -------------------------------------------------------------------- | -------------------------------------------------------------------- | -------------------------------------------------------------------- | -------------------------------------------------------------------- | -------------------------------------------------------------------- | -------------------------------------------------------------------- | -------------------------------------------------------------------- |
| 8-8-2016                                                             | Doha                                                                 | Qatar                                                                | 2 – 1                                                                | Iraq                                                                 | Amichevole                                                           | -                                                                    | 46’                                                                  |
| 18-8-2016                                                            | Zurigo                                                               | Giordania                                                            | 2 – 3                                                                | Qatar                                                                | Amichevole                                                           | -                                                                    | 60’                                                                  |
| 25-8-2016                                                            | Doha                                                                 | Qatar                                                                | 3 – 0                                                                | Thailandia                                                           | Amichevole                                                           | -                                                                    | 68’                                                                  |
| 17-1-2017                                                            | Doha                                                                 | Qatar                                                                | 1 – 1                                                                | Moldavia                                                             | Amichevole                                                           | -                                                                    | 62’                                                                  |
| 9-3-2017                                                             | Doha                                                                 | Qatar                                                                | 1 – 2                                                                | Azerbaigian                                                          | Amichevole                                                           | -                                                                    | 62’                                                                  |
| 23-3-2017                                                            | Doha                                                                 | Qatar                                                                | 0 – 1                                                                | Iran                                                                 | Qual. Mondiali 2018                                                  | -                                                                    | 77’                                                                  |
| 28-3-2017                                                            | Tashkent                                                             | Uzbekistan                                                           | 1 – 0                                                                | Qatar                                                                | Qual. Mondiali 2018                                                  | -                                                                    | 78’                                                                  |
| 6-6-2017                                                             | Doha                                                                 | Qatar                                                                | 2 – 2                                                                | Corea del Nord                                                       | Amichevole                                                           | -                                                                    | 71’                                                                  |
| 16-8-2017                                                            | Burton upon Trent                                                    | Andorra                                                              | 0 – 1                                                                | Qatar                                                                | Amichevole                                                           | -                                                                    | 46’                                                                  |
| 31-8-2017                                                            | Malacca                                                              | Siria                                                                | 3 – 1                                                                | Qatar                                                                | Qual. Mondiali 2018                                                  | -                                                                    | 72’                                                                  |
| 5-9-2017                                                             | Doha                                                                 | Qatar                                                                | 1 – 2                                                                | Cina                                                                 | Qual. Mondiali 2018                                                  | -                                                                    |                                                                      |
| 10-10-2017                                                           | Doha                                                                 | Qatar                                                                | 1 – 2                                                                | Curaçao                                                              | Amichevole                                                           | -                                                                    | 57’                                                                  |
| 11-11-2017                                                           | Doha                                                                 | Qatar                                                                | 0 – 1                                                                | Rep. Ceca                                                            | Amichevole                                                           | -                                                                    |                                                                      |
| 14-11-2017                                                           | Doha                                                                 | Qatar                                                                | 1 – 1                                                                | Islanda                                                              | Amichevole                                                           | -                                                                    | 67’                                                                  |
| 14-12-2017                                                           | Doha                                                                 | Qatar                                                                | 1 – 2                                                                | Liechtenstein                                                        | Amichevole                                                           | 1                                                                    | 69’                                                                  |
| 23-12-2017                                                           | Kuwait City                                                          | Qatar                                                                | 4 – 0                                                                | Yemen                                                                | Coppa delle nazioni del Golfo 2017 - 1º turno                        | 1                                                                    | 69’                                                                  |
| 26-12-2017                                                           | Kuwait City                                                          | Iraq                                                                 | 2 – 1                                                                | Qatar                                                                | Coppa delle nazioni del Golfo 2017 - 1º turno                        | 1                                                                    | 78’                                                                  |
| 29-12-2017                                                           | Kuwait City                                                          | Qatar                                                                | 1 – 1                                                                | Bahrein                                                              | Coppa delle nazioni del Golfo 2017 - 1º turno                        | -                                                                    | 77’                                                                  |
| 21-3-2018                                                            | Bassora                                                              | Iraq                                                                 | 2 – 3                                                                | Qatar                                                                | Amichevole                                                           | -                                                                    | 80’                                                                  |
| 24-3-2018                                                            | Bassora                                                              | Qatar                                                                | 2 – 2                                                                | Siria                                                                | Amichevole                                                           | -                                                                    |                                                                      |
| 7-9-2018                                                             | Doha                                                                 | Qatar                                                                | 1 – 0                                                                | Cina                                                                 | Amichevole                                                           | 1                                                                    | 85’                                                                  |
| 11-9-2018                                                            | Doha                                                                 | Qatar                                                                | 3 – 0                                                                | Palestina                                                            | Amichevole                                                           | 1                                                                    | 66’                                                                  |
| 12-10-2018                                                           | Doha                                                                 | Qatar                                                                | 4 – 3                                                                | Ecuador                                                              | Amichevole                                                           | 2                                                                    |                                                                      |
| 16-10-2018                                                           | Tashkent                                                             | Uzbekistan                                                           | 2 – 0                                                                | Qatar                                                                | Amichevole                                                           | -                                                                    | 22’                                                                  |
| 14-11-2018                                                           | Lugano                                                               | Svizzera                                                             | 0 – 1                                                                | Qatar                                                                | Amichevole                                                           | -                                                                    | 88’                                                                  |
| 19-11-2018                                                           | Eupen                                                                | Qatar                                                                | 2 – 2                                                                | Islanda                                                              | Amichevole                                                           | -                                                                    |                                                                      |
| 23-12-2018                                                           | Doha                                                                 | Qatar                                                                | 2 – 0                                                                | Giordania                                                            | Amichevole                                                           | 1                                                                    | 71’                                                                  |
| 27-12-2018                                                           | Doha                                                                 | Qatar                                                                | 0 – 1                                                                | Algeria                                                              | Amichevole                                                           | -                                                                    | 85’                                                                  |
| 31-12-2018                                                           | Doha                                                                 | Qatar                                                                | 1 – 2                                                                | Iran                                                                 | Amichevole                                                           | -                                                                    | 78’                                                                  |
| 9-1-2019                                                             | al-'Ayn                                                              | Qatar                                                                | 2 – 0                                                                | Libano                                                               | Coppa d'Asia 2019 - 1º turno                                         | 1                                                                    |                                                                      |
| 13-1-2019                                                            | al-'Ayn                                                              | Corea del Nord                                                       | 0 – 6                                                                | Qatar                                                                | Coppa d'Asia 2019 - 1º turno                                         | 4                                                                    |                                                                      |
| 17-1-2019                                                            | Abu Dhabi                                                            | Arabia Saudita                                                       | 0 – 2                                                                | Qatar                                                                | Coppa d'Asia 2019 - 1º turno                                         | 2                                                                    | 45+1’ 83’                                                            |
| 22-1-2019                                                            | Abu Dhabi                                                            | Qatar                                                                | 1 – 0                                                                | Iraq                                                                 | Coppa d'Asia 2019 - Ottavi di finale                                 | -                                                                    |                                                                      |
| 25-1-2019                                                            | Abu Dhabi                                                            | Corea del Sud                                                        | 0 – 1                                                                | Qatar                                                                | Coppa d'Asia 2019 - Quarti di finale                                 | -                                                                    | 90+5’                                                                |
| 29-1-2019                                                            | Abu Dhabi                                                            | Qatar                                                                | 4 – 0                                                                | Emirati Arabi Uniti                                                  | Coppa d'Asia 2019 - Semifinale                                       | 1                                                                    | 86’                                                                  |
| 1-2-2019                                                             | Abu Dhabi                                                            | Giappone                                                             | 1 – 3                                                                | Qatar                                                                | Coppa d'Asia 2019 - Finale                                           | 1                                                                    | 90+6’                                                                |
| 6-6-2019                                                             | Brasilia                                                             | Brasile                                                              | 2 – 0                                                                | Qatar                                                                | Amichevole                                                           | -                                                                    |                                                                      |
| 16-6-2019                                                            | Rio de Janeiro                                                       | Paraguay                                                             | 2 – 2                                                                | Qatar                                                                | Coppa America 2019 - 1º turno                                        | 1                                                                    |                                                                      |
| 19-6-2019                                                            | San Paolo                                                            | Colombia                                                             | 1 – 0                                                                | Qatar                                                                | Coppa America 2019 - 1º turno                                        | -                                                                    |                                                                      |
| 23-6-2019                                                            | Porto Alegre                                                         | Qatar                                                                | 0 – 2                                                                | Argentina                                                            | Coppa America 2019 - 1º turno                                        | -                                                                    | 51’                                                                  |
| 5-9-2019                                                             | Doha                                                                 | Qatar                                                                | 6 – 0                                                                | Afghanistan                                                          | Qual. Mondiali 2022                                                  | 3                                                                    |                                                                      |
| 10-9-2019                                                            | Doha                                                                 | Qatar                                                                | 0 – 0                                                                | India                                                                | Qual. Mondiali 2022                                                  | -                                                                    |                                                                      |
| 10-10-2019                                                           | Dacca                                                                | Bangladesh                                                           | 0 – 2                                                                | Qatar                                                                | Qual. Mondiali 2022                                                  | -                                                                    |                                                                      |
| 15-10-2019                                                           | Al Wakrah                                                            | Qatar                                                                | 2 – 1                                                                | Oman                                                                 | Qual. Mondiali 2022                                                  | 1                                                                    | 90+2’                                                                |
| 19-11-2019                                                           | Dušanbe                                                              | Afghanistan                                                          | 0 – 1                                                                | Qatar                                                                | Qual. Mondiali 2022                                                  | -                                                                    |                                                                      |
| 26-11-2019                                                           | Doha                                                                 | Qatar                                                                | 1 – 2                                                                | Iraq                                                                 | Coppa delle nazioni del Golfo 2019 - 1º turno                        | -                                                                    |                                                                      |
| 29-11-2019                                                           | Doha                                                                 | Yemen                                                                | 0 – 6                                                                | Qatar                                                                | Coppa delle nazioni del Golfo 2019 - 1º turno                        | 1                                                                    | 75’                                                                  |
| 2-12-2019                                                            | Doha                                                                 | Qatar                                                                | 4 – 2                                                                | Emirati Arabi Uniti                                                  | Coppa delle nazioni del Golfo 2019 - 1º turno                        | -                                                                    |                                                                      |
| 5-12-2019                                                            | Al Wakrah                                                            | Arabia Saudita                                                       | 1 – 0                                                                | Qatar                                                                | Coppa delle nazioni del Golfo 2019 - Semifinale                      | -                                                                    |                                                                      |
| 12-10-2020                                                           | Adalia                                                               | Ghana                                                                | 5 – 1                                                                | Qatar                                                                | Amichevole                                                           | 1                                                                    | 45’ 80’                                                              |
| 13-11-2020                                                           | Hartberg                                                             | Costa Rica                                                           | 1 – 1                                                                | Qatar                                                                | Amichevole                                                           | -                                                                    |                                                                      |
| 17-11-2020                                                           | Maria Enzersdorf                                                     | Qatar                                                                | 1 – 2                                                                | Corea del Sud                                                        | Amichevole                                                           | 1                                                                    | 87’                                                                  |
| 4-12-2020                                                            | Doha                                                                 | Qatar                                                                | 5 – 0                                                                | Bangladesh                                                           | Qual. Mondiali 2022                                                  | 2                                                                    | 80’                                                                  |
| 24-3-2021                                                            | Debrecen                                                             | Qatar                                                                | 1 – 0                                                                | Lussemburgo                                                          | Amichevole                                                           | -                                                                    | 89’                                                                  |
| 27-3-2021                                                            | Debrecen                                                             | Qatar                                                                | 2 – 1                                                                | Azerbaigian                                                          | Amichevole                                                           | -                                                                    | 90+1’                                                                |
| 30-3-2021                                                            | Debrecen                                                             | Qatar                                                                | 1 – 1                                                                | Irlanda                                                              | Amichevole                                                           | -                                                                    |                                                                      |
| 3-6-2021                                                             | Doha                                                                 | India                                                                | 0 – 1                                                                | Qatar                                                                | Qual. Mondiali 2022                                                  | -                                                                    | 79’                                                                  |
| 7-6-2021                                                             | Doha                                                                 | Oman                                                                 | 0 – 1                                                                | Qatar                                                                | Qual. Mondiali 2022                                                  | -                                                                    |                                                                      |
| 4-7-2021                                                             | Pola                                                                 | El Salvador                                                          | 0 – 1                                                                | Qatar                                                                | Amichevole                                                           | 1                                                                    |                                                                      |
| 13-7-2021                                                            | Houston                                                              | Qatar                                                                | 3 – 3                                                                | Panama                                                               | Gold Cup 2021 - 1º turno                                             | 1                                                                    | 79’                                                                  |
| 17-7-2021                                                            | Houston                                                              | Grenada                                                              | 0 – 4                                                                | Qatar                                                                | Gold Cup 2021 - 1º turno                                             | 1                                                                    | 73’                                                                  |
| 20-7-2021                                                            | Houston                                                              | Honduras                                                             | 0 – 2                                                                | Qatar                                                                | Gold Cup 2021 - 1º turno                                             | -                                                                    | 72’                                                                  |
| 25-7-2021                                                            | Glendale                                                             | Qatar                                                                | 3 – 2                                                                | El Salvador                                                          | Gold Cup 2021 - Quarti di finale                                     | 2                                                                    |                                                                      |
| 30-7-2021                                                            | Austin                                                               | Qatar                                                                | 0 – 1                                                                | Stati Uniti                                                          | Gold Cup 2021 - Semifinale                                           | -                                                                    |                                                                      |
| 1-9-2021                                                             | Debrecen                                                             | Qatar                                                                | 0 – 4                                                                | Serbia                                                               | Amichevole                                                           | -                                                                    | 85’                                                                  |
| 4-9-2021                                                             | Debrecen                                                             | Qatar                                                                | 1 – 3                                                                | Portogallo                                                           | Amichevole                                                           | -                                                                    | 76’                                                                  |
| 7-9-2021                                                             | Lussemburgo                                                          | Lussemburgo                                                          | 1 – 1                                                                | Qatar                                                                | Amichevole                                                           | -                                                                    |                                                                      |
| 9-10-2021                                                            | Loulé                                                                | Portogallo                                                           | 3 – 0                                                                | Qatar                                                                | Amichevole                                                           | -                                                                    | 76’                                                                  |
| 12-10-2021                                                           | Dublino                                                              | Irlanda                                                              | 4 – 0                                                                | Qatar                                                                | Amichevole                                                           | -                                                                    | 73’                                                                  |
| 11-11-2021                                                           | Belgrado                                                             | Serbia                                                               | 4 – 0                                                                | Qatar                                                                | Amichevole                                                           | -                                                                    |                                                                      |
| 14-11-2021                                                           | Baku                                                                 | Azerbaigian                                                          | 2 – 2                                                                | Qatar                                                                | Amichevole                                                           | 2                                                                    | 86’                                                                  |
| 30-11-2021                                                           | Al Khawr                                                             | Qatar                                                                | 1 – 0                                                                | Bahrein                                                              | Coppa araba FIFA 2021 - 1º turno                                     | -                                                                    | 90+3’                                                                |
| 3-12-2021                                                            | Doha                                                                 | Oman                                                                 | 1 – 2                                                                | Qatar                                                                | Coppa araba FIFA 2021 - 1º turno                                     | -                                                                    |                                                                      |
| 6-12-2021                                                            | Al Khawr                                                             | Qatar                                                                | 3 – 0                                                                | Iraq                                                                 | Coppa araba FIFA 2021 - 1º turno                                     | 1                                                                    | 69’                                                                  |
| 10-12-2021                                                           | Al Khawr                                                             | Qatar                                                                | 5 – 0                                                                | Emirati Arabi Uniti                                                  | Coppa araba FIFA 2021 - Quarti di finale                             | 2                                                                    | 81’                                                                  |
| 15-12-2021                                                           | Doha                                                                 | Qatar                                                                | 1 – 2                                                                | Algeria                                                              | Coppa araba FIFA 2021 - Semifinale                                   | -                                                                    | 23’                                                                  |
| 18-12-2021                                                           | Doha                                                                 | Egitto                                                               | 0 – 0 dts (4 – 5 dtr)                                                | Qatar                                                                | Coppa araba FIFA 2021 - Finale 3º posto                              | -                                                                    | 119’                                                                 |
| 26-3-2022                                                            | Al Rayyan                                                            | Qatar                                                                | 2 – 1                                                                | Bulgaria                                                             | Amichevole                                                           | -                                                                    | 90+4’                                                                |
| 29-3-2022                                                            | Al Rayyan                                                            | Qatar                                                                | 0 – 0                                                                | Slovenia                                                             | Amichevole                                                           | -                                                                    | 77’                                                                  |
| 26-8-2022                                                            | Wiener Neustadt                                                      | Qatar                                                                | 1 – 1                                                                | Giamaica                                                             | Amichevole                                                           | -                                                                    | 71’                                                                  |
| 23-9-2022                                                            | Vienna                                                               | Qatar                                                                | 0 – 2                                                                | Canada                                                               | Amichevole                                                           | -                                                                    | 71’                                                                  |
| 27-9-2022                                                            | Vienna                                                               | Qatar                                                                | 2 – 2                                                                | Cile                                                                 | Amichevole                                                           | -                                                                    | 72’ 89’                                                              |
| 5-11-2022                                                            | Marbella                                                             | Qatar                                                                | 2 – 1                                                                | Panama                                                               | Amichevole                                                           | 1                                                                    | 82’                                                                  |
| 20-11-2022                                                           | Al Khawr                                                             | Qatar                                                                | 0 – 2                                                                | Ecuador                                                              | Mondiali 2022 - 1º turno                                             | -                                                                    | 22’ 72’                                                              |
| 25-11-2022                                                           | Doha                                                                 | Qatar                                                                | 1 – 3                                                                | Senegal                                                              | Mondiali 2022 - 1º turno                                             | -                                                                    |                                                                      |
| 29-11-2022                                                           | Al Khawr                                                             | Paesi Bassi                                                          | 2 – 0                                                                | Qatar                                                                | Mondiali 2022 - 1º turno                                             | -                                                                    | 65’                                                                  |
| 15-6-2023                                                            | Ritzing                                                              | Giamaica                                                             | 1 – 2                                                                | Qatar                                                                | Amichevole                                                           | -                                                                    | 84’                                                                  |
| 19-6-2023                                                            | Ritzing                                                              | Qatar                                                                | 0 – 1                                                                | Nuova Zelanda                                                        | Amichevole                                                           | -                                                                    | cap.                                                                 |
| 8-7-2023                                                             | Arlington                                                            | Panama                                                               | 4 – 0                                                                | Qatar                                                                | Gold Cup 2023 - Quarti di finale                                     | -                                                                    | 82’                                                                  |
| 7-9-2023                                                             | Al Wakrah                                                            | Qatar                                                                | 1 – 2                                                                | Kenya                                                                | Amichevole                                                           | -                                                                    | 46’                                                                  |
| 12-9-2023                                                            | Al Wakrah                                                            | Qatar                                                                | 1 – 1                                                                | Russia                                                               | Amichevole                                                           | -                                                                    | cap. 46’                                                             |
| 13-10-2023                                                           | Amman                                                                | Iraq                                                                 | 0 – 0                                                                | Qatar                                                                | Amichevole                                                           | -                                                                    | 69’                                                                  |
| 16-11-2023                                                           | Doha                                                                 | Qatar                                                                | 8 – 1                                                                | Afghanistan                                                          | Qual. Mondiali 2026                                                  | 4                                                                    | 61’                                                                  |
| 21-11-2023                                                           | Bhubaneswar                                                          | India                                                                | 0 – 3                                                                | Qatar                                                                | Qual. Mondiali 2026                                                  | 1                                                                    | 70’                                                                  |
| 31-12-2023                                                           | Doha                                                                 | Qatar                                                                | 3 – 0                                                                | Cambogia                                                             | Amichevole                                                           | 3                                                                    | 46’                                                                  |
| 5-1-2024                                                             | Doha                                                                 | Qatar                                                                | 1 – 2                                                                | Giordania                                                            | Amichevole                                                           | -                                                                    | 59’                                                                  |
| 12-1-2024                                                            | Al Khawr                                                             | Qatar                                                                | 3 – 0                                                                | Libano                                                               | Coppa d'Asia 2023 - 1º turno                                         | 1                                                                    | 78’                                                                  |
| 17-1-2024                                                            | Al Khawr                                                             | Tagikistan                                                           | 0 – 1                                                                | Qatar                                                                | Coppa d'Asia 2023 - 1º turno                                         | -                                                                    |                                                                      |
| 29-1-2024                                                            | Al Khawr                                                             | Qatar                                                                | 2 – 1                                                                | Palestina                                                            | Coppa d'Asia 2023 - Ottavi di finale                                 | -                                                                    |                                                                      |
| 3-2-2024                                                             | Al Khawr                                                             | Qatar                                                                | 1 – 1 dts (3 - 2 dtr)                                                | Uzbekistan                                                           | Coppa d'Asia 2023 - Quarti di finale                                 | -                                                                    | 90+1’                                                                |
| 7-2-2024                                                             | Doha                                                                 | Iran                                                                 | 2 – 3                                                                | Qatar                                                                | Coppa d'Asia 2023 - Semifinale                                       | 1                                                                    |                                                                      |
| 10-2-2024                                                            | Lusail                                                               | Giordania                                                            | 1 – 3                                                                | Qatar                                                                | Coppa d'Asia 2023 - Finale                                           | -                                                                    |                                                                      |
| 21-3-2024                                                            | Doha                                                                 | Qatar                                                                | 3 – 0                                                                | Kuwait                                                               | Qual. Mondiali 2026                                                  | -                                                                    |                                                                      |
| 26-3-2024                                                            | al-Farwaniyya                                                        | Kuwait                                                               | 1 – 2                                                                | Qatar                                                                | Qual. Mondiali 2026                                                  | 2                                                                    |                                                                      |
| 5-9-2024                                                             | Al Rayyan                                                            | Qatar                                                                | 1 – 3                                                                | Emirati Arabi Uniti                                                  | Qual. Mondiali 2026                                                  | -                                                                    |                                                                      |
| 10-9-2024                                                            | Vientiane                                                            | Corea del Nord                                                       | 2 – 2                                                                | Qatar                                                                | Qual. Mondiali 2026                                                  | 1                                                                    |                                                                      |
| 10-10-2024                                                           | Al Rayyan                                                            | Qatar                                                                | 3 – 1                                                                | Kirghizistan                                                         | Qual. Mondiali 2026                                                  | 1                                                                    | 43’                                                                  |
| 15-10-2024                                                           | Teheran                                                              | Iran                                                                 | 4 – 1                                                                | Qatar                                                                | Qual. Mondiali 2026                                                  | 1                                                                    |                                                                      |
| 14-11-2024                                                           | Doha                                                                 | Qatar                                                                | 3 – 2                                                                | Uzbekistan                                                           | Qual. Mondiali 2026                                                  | 2                                                                    |                                                                      |
| 19-11-2024                                                           | Abu Dhabi                                                            | Emirati Arabi Uniti                                                  | 5 – 0                                                                | Qatar                                                                | Qual. Mondiali 2026                                                  | -                                                                    | 60’                                                                  |
| 25-3-2025                                                            | Biškek                                                               | Kirghizistan                                                         | 1 – 0                                                                | Qatar                                                                | Qual. Mondiali 2026                                                  | -                                                                    | 90+2’                                                                |
| 5-6-2025                                                             | Doha                                                                 | Qatar                                                                | 1 – 0                                                                | Iran                                                                 | Qual. Mondiali 2026                                                  | -                                                                    | 26’ 61’                                                              |
| Totale                                                               |                                                                      | Presenze (10º posto)                                                 | 112                                                                  |                                                                      | Reti (1º posto)                                                      | 51                                                                   |                                                                      |

## Palmarès

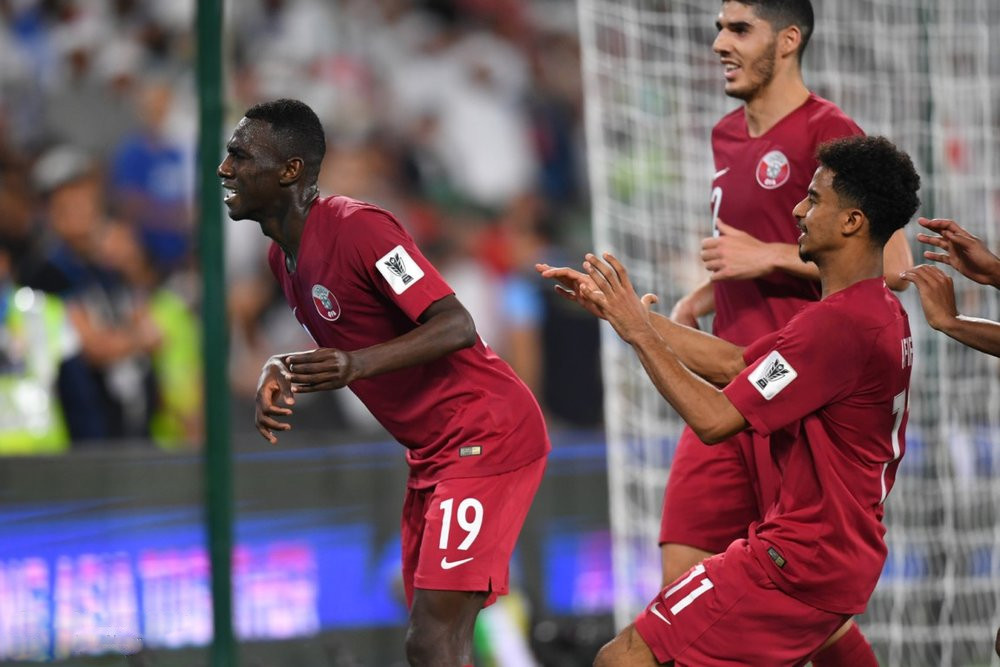
Ali esulta dopo il gol segnato contro gli nella semifinale della Coppa d'Asia 2019.

### Club
- Qatar Stars League: 3

Al-Duhail: 2016-2017, 2017-2018, 2019-2020
- Sheikh Jassem Cup: 1

Al-Duhail: 2016
- Qatar Crown Prince Cup: 1

Al-Duhail: 2018
- Emir of Qatar Cup: 3

Al-Duhail: 2018, 2019, 2022

### Nazionale
- Campionato asiatico di calcio Under-19: 1

2014
- Coppa d'Asia: 2

2019, 2023

### Individuale
- Miglior giocatore della Coppa d'Asia: 1

Emirati Arabi Uniti 2019
- Capocannoniere della Coppa d'Asia: 1

Emirati Arabi Uniti 2019 (9 gol)
- Squadra maschile AFC del decennio 2011-2020 IFFHS: 1

2020
- Capocannoniere della Gold Cup: 1

Stati Uniti 2021 (4 gol)